# Bridget the midget (The queen of the blues)
Bridget the midget (The queen of the blues) is een single van Ray Stevens. Het is een noveltysong, dat destijds los van enig album werd uitgebracht. De term Midget is afgeleid van het Engelse woord Midge, dat staat voor het hinderlijke insect knutten.  Het werd als aanduiding gebruikt voor dwerg of lilliputter. Zowel midget, dwerg als lilliputter werden in latere jaren als beledigend beschouwd. Het verhaal gaat dan ook dat ooit tijdens het afspelen van deze song de stekker uit het lied werd getrokken. Beledigend of niet, de term werd later toch nog een keer gebruikt als bijnaam voor de pornoactrice met dwerggroei Bridget Powers. Kenmerkend voor het nummer is het piepstemmetje van Bridget.
In 1977 kregen de kleine mensen het nog een keer voor de kiezen. Randy Newman bracht toen zijn Short people uit, een satrische klaagzang over de (lastige) kleine mens. ook Newman had het voorzien op hun hoge stem (Beep, beep, beep).

## Hitnotering
In de Verenigde Staten werd het maar een kleine hit voor Stevens; het haalde “slechts” de 50-ste plaats. In het Verenigd Koninkrijk en de Benelux werden hogere hitnoteringen gehaald. In het VK haalde het de tweede plaats in veertien weken tijd. 

### Nederlandse Top 40
| Positie: | 25 | 8 | 3 | 3 | 4 | 6 | 11 | 18 | 28 | uit |

### NederlandseDaverende 30
Gilbert O'Sullivan hield Stevens van de eerste plaats met zijn Nothing rhymed.
| Positie: | 29 | 13 | 9 | 2 | 4 | 6 | 10 | 23 | uit |

### BelgischeBRT Top 30
Het werd hier van de eerste plaats afgehouden door Middle of the Roads Chirpy, chirpy, cheep, cheep
| Positie: | 22 | 10 | 6 | 5 | 2 | 2 | 7 | 12 | 22 | uit |

### VlaamseUltratop 30
| Positie: | 30 | 14 | 9 | 7 | 4 | 3 | 6 | 9 | 13 | 20 | 26 | uit |

### NPO Radio 2 Top 2000
| Nummer met noteringen in de NPO Radio 2 Top 2000 | '99  | '00 | '01  |
| ------------------------------------------------ | ---- | --- | ---- |
| Bridget the midget                               | 1938 | -   | 1905 |

1. ↑  Een '-' betekent dat het nummer niet was genoteerd en een vetgedrukt getal geeft de hoogste notering aan.
2. ↑  Deze tabel is bijgewerkt tot en met de laatste editie (2024).